# Bronisław Huberman
Bronisław Huberman (Częstochowa, 19 dicembre 1882 – Corsier-sur-Vevey, 16 giugno 1947) è stato un violinista polacco.

## Biografia
Allievo di Joseph Joachim, debuttò a Berlino nel 1892, ma presto si trasferì a Vienna. Celebre per aver fondato nel 1936 l'Orchestra filarmonica d'Israele, durante la seconda guerra mondiale salvò oltre 1000 ebrei.